# Pierre Cogen
Pierre Cogen (* 2. Oktober 1931 in Paris; † 30. Juni 2025) war ein französischer Organist, Komponist, Improvisator, Chorleiter und Musikpädagoge.

## Biografie
Pierre Cogen erhielt seine erste musikalische Ausbildung als Mitglied der Schola des „Petit Seminaire de Paris“, die der Abbé Jehan Revert leitete. Neben einem Philosophiestudium, das er nach der Schulausbildung begann, studierte er bei Jean Langlais (Orgel) und Jean Lemaire (Harmonielehre), sowohl an der École César Franck (Orgel bei Édouard Souberbielle) als auch an der Schola Cantorum (Orgel und Improvisation bei Jean Langlais, Kontrapunkt und Fuge bei Yvonne Desportes). Weitere Studien folgten bei André Fleury und Pierre Cochereau. Von 1952 bis 1966 leitete Cogen den Kinderchor „Les Petits Chanteurs de Championnet“. Zusätzlich unterrichtete er von 1961 bis 1993 an mehreren öffentlichen Pariser Schulen sowie an der École Alsacienne die Fächer Chorleitung, Musikerziehung, Orgel, Improvisation, Harmonielehre und Kontrapunkt, neben Sommerakademien, Meisterkursen und Privatunterricht. 1976 wurde er „Co-Titulaire“ von Jean Langlais an der Basilika Sainte-Clotilde in Paris. Von 1988 bis 1993 war Cogen „Organiste titulaire à plein titre“ an Sainte Clotilde.
Pierre Cogen starb am 30. Juni 2025 im Alter von 93 Jahren.

## Kompositionen

### Orgel solo
- Deux Chorals (Paris: Combre, 1993):
  - „Es ist ein Ros’ entsprungen“ (1974 komponiert)
  - „Herzlich tut mich verlangen“ (1977 komponiert)
- Nocturne sur un thème populaire Breton (1976 komponiert. Paris: Combre, 1992)
- Chorale „Erbarm dich mein, o Herre Gott“ (1978 komponiert. Unveröffentlicht)
- Deux Hosannas sur des textes grégoriens (In: Das neue Orgelalbum II. Wien: Universal Edition, 1982):
  - I. Hosanna in exsilio (1980 komponiert)
  - II. Hosanna Escalquensis (1982 komponiert)
- Psalmodie für Pedal Solo (1985 komponiert. In: Pedals Only. Wien: Universal Edition, 1988)
- Offrande (1988 komponiert. Paris: Combre, 1990)[4]
- Fantaisie sur une Antienne für Orgel zu vier Händen und Füßen (1988–1989 komponiert. Wien: Universal Edition, 1989)
- L’Epiphanie du Seigneur (1991 komponiert. Unveröffentlicht)
- Diptyque „L’Exaltation de la Sainte Croix“ (1994 komponiert. Unveröffentlicht)
- Cortège (1996 komponiert. In: Enluminures. Dix Pièces pour orgue sur un thème donné. Paris: Combre, 1999)
- Introduction, Thème et Variations sur „Innsbruck, ich muss dich lassen“ (1999–2002 komponiert. Paris: Combre 2006)
- Laetare, Jerusalem. Ouverture pour le dimanche de mi-carême (2004 komponiert. Paris: Combre, 2009)

### Orgel mit anderen Instrumenten
- Lucernaire  „Paravi lucernam Christo meo“ (Psalm 131 (132), Vers 17) für zwei Orgeln (1994 komponiert. Unveröffentlicht)
- Psalm „De Profundis“ für Orgel und Bläser (1998 komponiert. Unveröffentlicht)

## Diskografie
- Jean Langlais: Incantation pour un jour saint, Offrande à Marie, Suite médiévale, Ave Maria – Ave maris stella. Sainte-Clotilde, Paris. Disque Tempo, 1976 (1 LP).
- Jean Langlais: Premiere Symphonie, Suite folklorique, Triptyque. Sainte-Clotilde, Paris. Cybélia, 1990 (1 CD).
- Charles Tournemire: Sept Chorals-Poèmes op. 67, Trois pièces de l'Orgue Mystique. Sainte-Clotilde, Paris. Cybélia, 1990 (1 CD).
- Jean Langlais: Suite médiévale, Suite brève, Suite française. Heilig-Geist-Kirche, Mannheim. Aeolus, 1998 (1 CD).
- César Franck: Intégrale des Douze pièces. Sainte-Clotilde, Paris (1988 aufgenommen). Disque FFAO, 2024 (2 CDs).